# Amicale Jean-Baptiste Salis

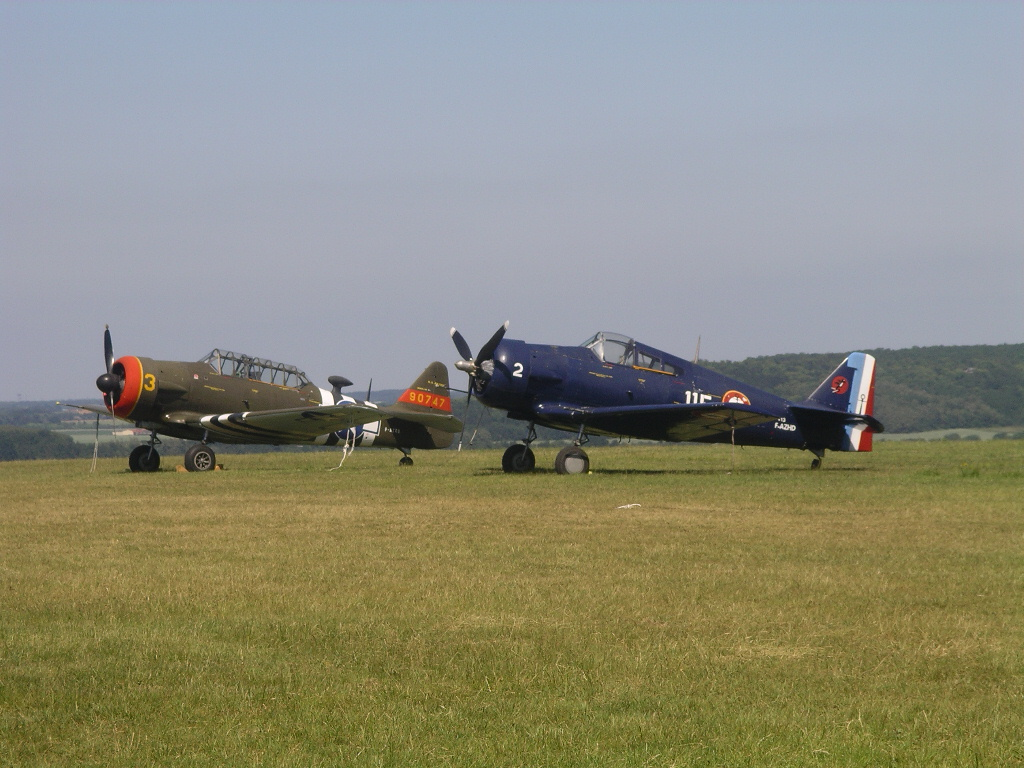
L'aérodrome de la Ferté-Alais en 2004.

Pour les articles homonymes, voir Salis.
L'amicale Jean-Baptiste Salis (AJBS) est une association loi de 1901 française domiciliée à Cerny, sur l'aérodrome de La Ferté-Alais, dans l'Essonne. L'association a notamment pour but de promouvoir la connaissance du patrimoine aéronautique français et étranger.

## Historique
L'amicale fut fondée par Jean-Baptiste Salis qui déposa en 1933 les statuts de l'association « Les Casques de cuir », qui souhaite « propager le goût et le sens de l'aviation parmi les foules, et plus précisément parmi les jeunes ».
L'aérodrome de La Ferté-Alais est, lui, officiellement créé le 14 juin 1946, au lieu-dit « plateau de l'Ardenay », dans le canton de La Ferté-Alais (Seine-et-Oise). En 1947, l'aérodrome est classé aérodrome privé agréé avec restriction. 
En 1965 est créé le « club de La Ferté-Alais » (association non déclarée), qui a pour but « de perpétuer l'esprit des temps héroïques de l'aviation française en recueillant le plus grand nombre possible d'anecdotes vécues en vue d'écrire la petite histoire ». Le 15 mars, est créée l'« Escadrille du souvenir », une association déclarée. 
Le 21 juin 1970 est organisée la première manifestation sur le plateau sous le nom de « fête aéro-folklorique », organisée par le club et « Escadrille du souvenir ». Présidée par Alain Poher, le programme mêle folklore et variétés, présentés par Jean Nohain, à quelques démonstrations aéronautiques. Les journaux de l'époque recensent 5 000 spectateurs. Le club et « Escadrille du souvenir » sont déclarés au JO du 24 octobre 1970. Cette association est la continuité du club de La Ferté-Alais fondé en 1965. En effet, dans leur rapport moral de la deuxième assemblée générale du club, le 27 octobre 1968, ses membres avaient exprimé le souhait de voir leur « petit club prendre des ailes et devenir un musée volant ». Dans un premier temps, l'association présente sous sa bannière les avions mis à sa disposition par Jean Salis, fils de Jean-Baptiste Salis, (le Blériot de J.B. Salis et un Caudron G.3) ; le Breguet deux-ponts de Gaston Decoop en exposition statique sur l'aérodrome. Elle fait parallèlement des demandes de cession de matériel au ministère de la Défense et signera par la suite, en 1977, une convention avec le musée de l'Air, pour que lui soit confié du matériel afin de le restaurer, de l'entretenir et de le faire voler. 
En 1972, des usagers de l'aérodrome créent une nouvelle association, l'« Amicale aéronautique de Cerny-La Ferté-Alais » (JO du 12 juillet 1972). Celle-ci a pour but de : 
- préserver et entretenir l'aérodrome de Cerny - La Ferté Alais ;
- établir entre tous les pilotes utilisant l'aérodrome un centre de relations amicales ;
- faciliter et vulgariser la pratique de l'aviation, tant par les moyens d'État, que par les moyens privés.

En 1973, Salis Aviation (société créée pour les besoins du film), dont l'activité s'est poursuivie avec Jean Salis, participe au tournage des Faucheurs de marguerites. La direction générale de l'Aviation civile crée alors une réglementation spéciale pour faire voler les anciens avions. C'est la première série d'une grande épopée qui donnera une large place à l'aviation et qui permettra ainsi la construction de plusieurs répliques d'avions anciens, tout en nécessitant et en obtenant la participation d'appareils du musée de l'Air. Le club et « Escadrille du souvenir » se fondent dans  le « Club de l'Escadrille du souvenir » (JO du 27 avril 1973). 
En 1974 a lieu la modification des statuts de l'Amicale aéronautique de Cerny - La Ferté Alais, qui s'oriente à son tour vers les avions anciens, par l'adjonction d'un nouveau but : « préserver et maintenir en état de vol des avions de collection ». Les 25 et 26 mai 1974, l'Amicale aéronautique de Cerny - La Ferté Alais et l'Escadrille du souvenir organisent conjointement le premier rassemblement d'avions anciens.
En 1975, l'Amicale aéronautique de Cerny - La Ferté Alais devient l'Amicale Jean-Baptiste Salis (AJBS). Depuis cette date, l'AJBS organise chaque année un meeting aérien lors du week-end de la Pentecôte. Toute l'année, elle propose aussi des baptêmes de l'air ou des démonstrations pour de grandes entreprises.
La Société Salis a participé au tournage de plus de 200 films, notamment Le Jour le plus long (1962), Le Mur de l'Atlantique (1970) ou encore OSS 117 : Le Caire, nid d'espions (2009). L'aérodrome sert par ailleurs de lieu de tournage.
Le musée présente 70 avions, restaurés ou reconstruits pour une trentaine (dont un Boeing B-17, un Fokker D.VII ou encore un Bristol F.2B Fighter). Certains ont été trouvés dans des hangars ou des granges dans des états divers, d'autres ayant été échangés avec des musées. Les appareils sont présentés dans cinq halls, suivant un ordre chronologique : « Les pionniers de la Grande Guerre », « La collection Morane-Saulnier », « L'aviation sportive et de loisir », « Le mémorial de la Seconde Guerre mondiale » et « Les débuts du voyage aérien ». Des tableaux et des fresques sur le sujet sont aussi exposés.

## Événements
- 1987 : première présentation de Concorde au meeting annuel de la Pentecôte entouré de la Patrouille de France.
- 1988 : construction du Morane H.
- 1989 : construction du Blériot XI-2 type Pégoud[5] à partir de plans d'origine[1].
- 1991-1993 : construction du Caudron G.3.
- 1999 : acquisition d'un Stampe & Vertongen SV-4[5].
- 2000 : restauration du Pilatus P-2 et du S.E.5[5]. Le second a été initialement reconstitué pour les besoins du film L'As des as (1982)[1].
- 2018 : premier vol post-restauration du seul F4U Corsair en France[6],[7],[8].

## Personnalités liées à l'association
Outre Jean Salis, ses fils Franck, Jean, Baptiste et Edmond, tous impliqués dans le milieu aéronautique, et une partie de sa famille, se distinguent :
- Bernard Chabbert, membre d'honneur et commentateur des meetings de 1973 à 2022 ;
- Pierre Dague, qui rejoint l'association en 1978 et qui introduit les premiers warbirds ;
- Jack Krine, pilote de chasse, leader solo de la Patrouille de France puis commandant de bord à Air France, il pilote de nombreux avions de l'AJBS. Il est notamment le pilote du Fokker Dr.I[5] pour le tournage du film L'As des as, et d'un des T-6 pour le film Das Boot.

## L'AJBS auXXIesiècle
Avec 70 avions exposés, tous en état de marche, l'association dispose d'une des collections historiques les plus grandes du monde. L'entretien des appareils et le fonctionnement de l'association au quotidien est assuré par une équipe de 300 bénévoles.
Depuis de nombreuses années, avec près de 30 000 spectateurs, son meeting annuel, baptisé « Le Temps des Hélices », est devenu une manifestation de renommée internationale.

Quelques avions présentés lors du meeting annuel
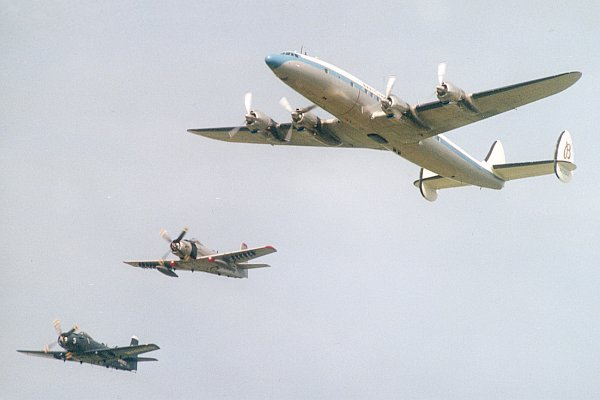
Le Lockheed Constellation de l'association suisse Super Constellation Flyers Association, en 2004.
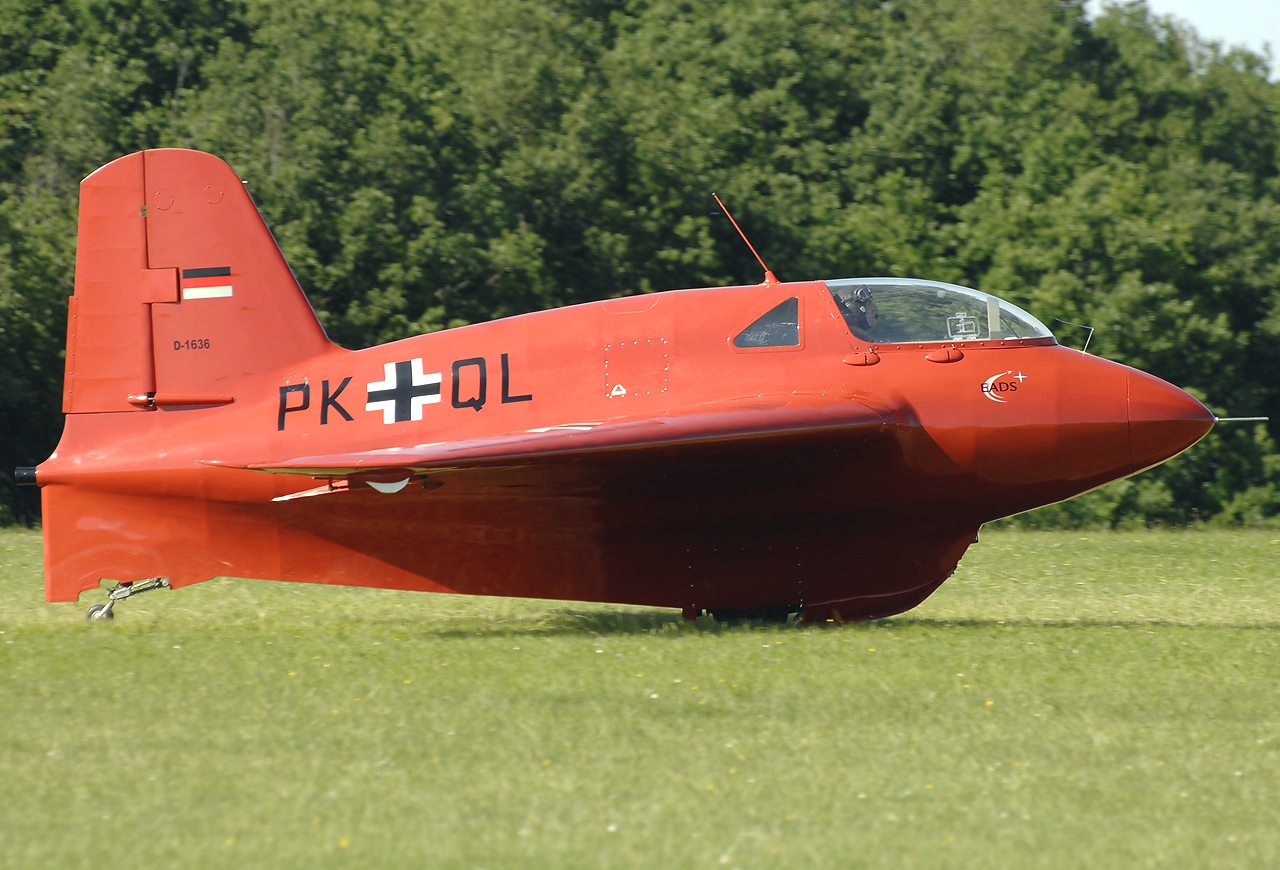
Avion fusée Messerschmitt Me 163, en 2009.
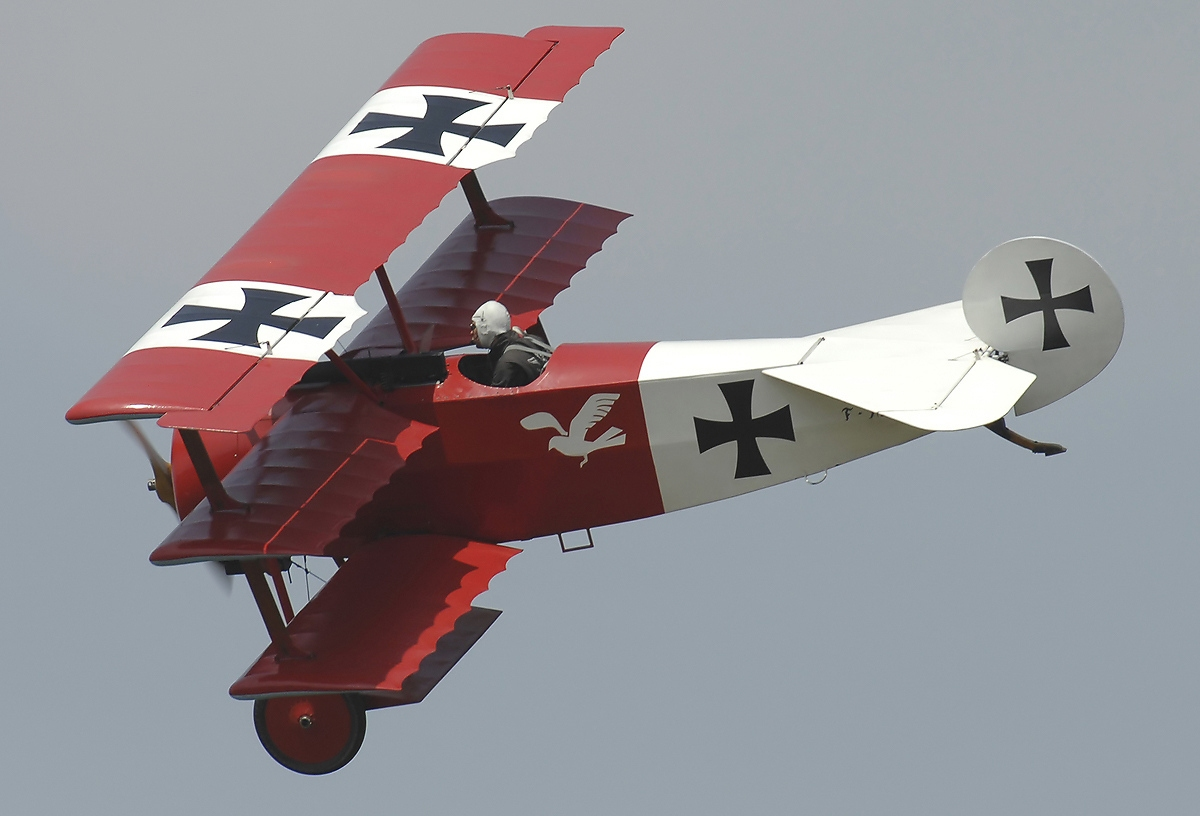
Un Fokker Dr.I en 2010.
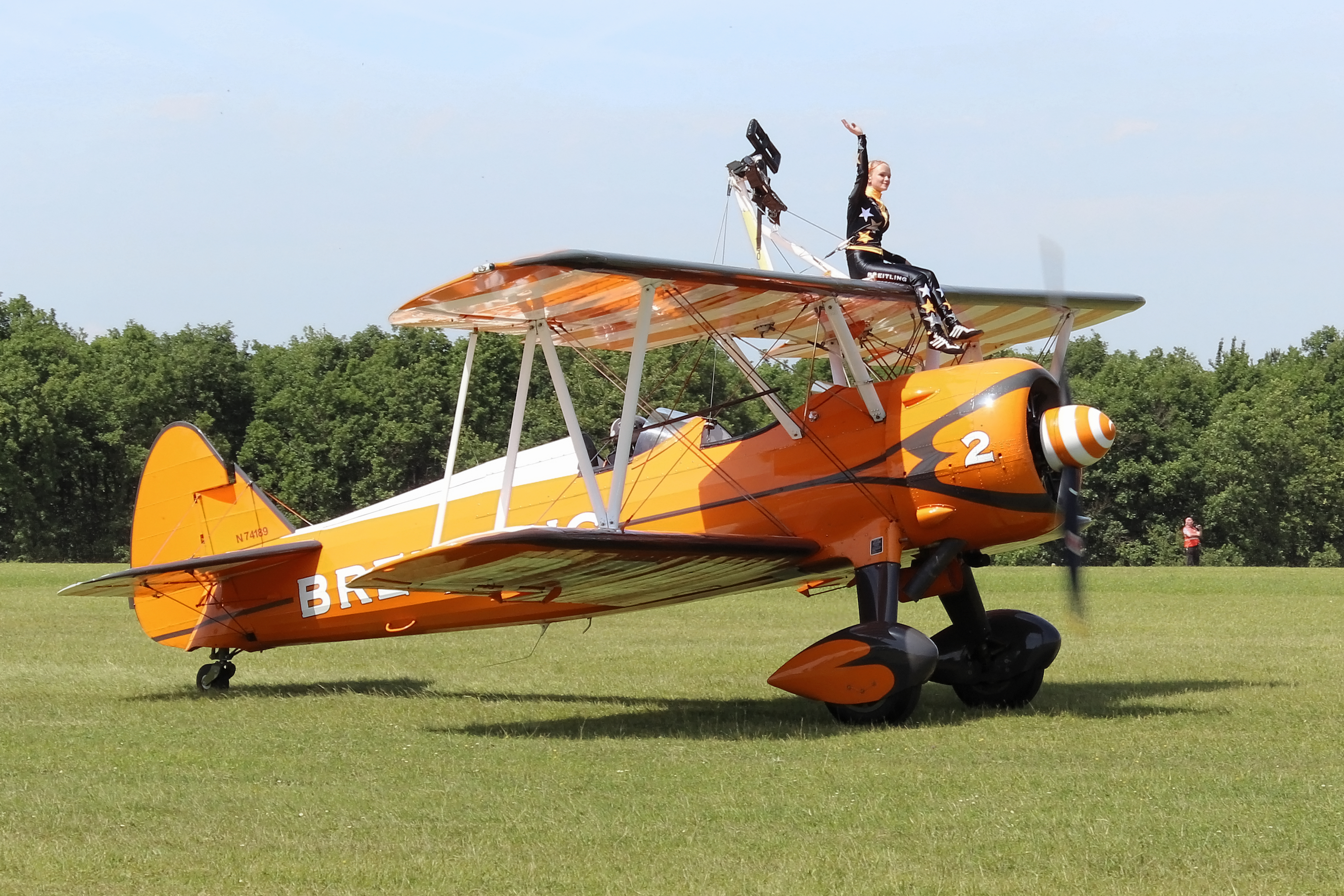
Les Breitling Wingwalkers, en 2014.